# Piet van den Berg
Piet van den Berg (né le 6 novembre 1945 aux Pays-Bas) est un footballeur néerlandais, qui évoluait au poste d'attaquant.
Il a fini au rang de meilleur buteur du championnat des Pays-Bas D2 lors de la saison 1975-76 avec 25 buts.